# Région métropolitaine de Hanovre-Brunswick-Göttingen-Wolfsbourg

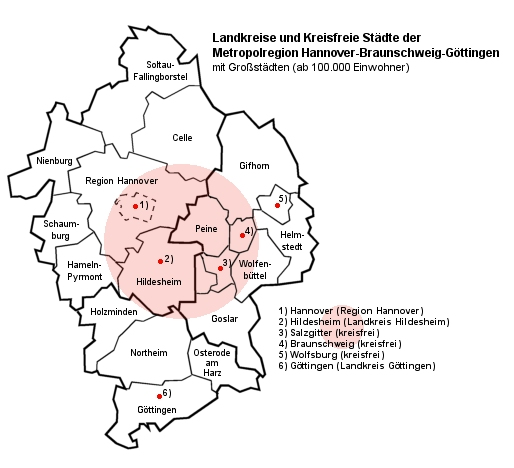
Carte de la région métropolitaine de Hanovre-Brunswick-Göttingen-Wolfsbourg.

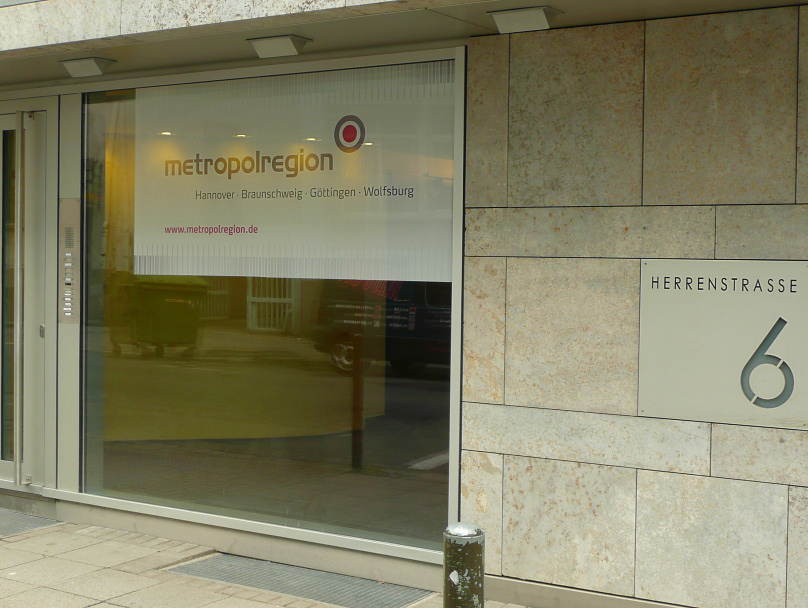
Siège de la région métropolitaine de Hanovre-Brunswick-Göttingen-Wolfsbourg.

La Région métropolitaine de Hanovre-Brunswick-Göttingen-Wolfsbourg (en allemand : Metropolregion Hannover-Braunschweig-Göttingen-Wolfsburg), est une région économique et culturelle située dans la moitié nord de l'Allemagne. Elle est peuplée d'environ 3,9 millions d'habitants et comprend  20 comtés et villes avec un total de 431 municipalités. La région couvre le tiers de la superficie de la Basse-Saxe sur une superficie de 1.519 km².
La demande de reconnaissance en tant que région métropolitaine européenne par le Ministerkonferenz für Deutschland Raumordnung, responsable de la planification régionale (MKRO) a été faite au début. La reconnaissance devrait aider la région à une reconnaissance à l'échelle européenne et internationale et améliorer la coordination et le développement des villes. Malgré l'importance du développement régional notamment en raison de l'Exposition universelle de 2000 à Hanovre, cette région métropolitaine demeure la plus petite des régions métropolitaines allemandes en nombre d'habitants.

## Composition
- Région de Hanovre
- Arrondissement de Celle
- Arrondissement de Goslar
- Arrondissement de Gifhorn
- Arrondissement de Göttingen
- Arrondissement de Hamelin-Pyrmont
- Arrondissement de Hildesheim
- Arrondissement de Holzminden
- Arrondissement de Nienburg/Weser
- Arrondissement de Northeim
- Arrondissement d'Osterode am Harz
- Arrondissement de Peine
- Arrondissement de Schaumburg
- Arrondissement de la Lande, ce dernier arrondissement est partagé avec la Région métropolitaine de Hambourg.